# Ілія Пантелич
Ілія Пантелич (сербохорв. Ilija Pantelić, серб. Илија Пантелић, 2 серпня 1942 — 17 листопада 2014, Новий Сад) — югославський футболіст, що грав на позиції воротаря і вважається одним з найкращих воротарів Югославії усіх часів.
Виступав, зокрема, за «Воєводину», з якою став чемпіоном Югославії. Згодом тривалий час виступав у Франції, вигравши чемпіонат та суперкубок країни. Також грав за національну збірну Югославії, з якою став віце-чемпіоном Європи 1968 року.

## Клубна кар'єра
Свою кар'єру він розпочав у ФК «Слобода» в Нових Козарцях, а паралельно з футболом він також займався гандболом. Далі він перебрався до клубу БАК (Бела Црква), а потім грав за «Раднички» (Сомбор) у другому югославському дивізіоні.
У вищому дивізіоні дебютував 1961 року виступами за команду «Воєводина», в якій провів вісім сезонів, взявши участь у 176 матчах чемпіонату. Більшість часу, проведеного у складі «Воєводини», був основним голкіпером команди. За цей час виборов титул чемпіона Югославії в сезоні 1965/66. Завдяки цьому «Воєводина» наступного сезону взяла участь у Кубку європейських чемпіонів. У другому турі Пантелич забив гол у ворота «Атлетіко Мадрид», ставши першим воротарем, який забив у цьому змаганні. Крім того Пантелич унікальний у світі футболу тим, що в грі домашнього чемпіонату Югославії 1963 року проти клубу «Трешневка» із Загреба він зробив хет-трик, виконавши пенальті, чого не вдавалося жодному іншому голкіперу у світі.

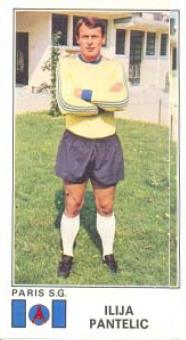
Пантелич під час виступів за «Парі Сен-Жермен». 1977 рік.

Після того як у 1969 році у воротаря з'явилася можливість продовжити свою кар'єру за кордоном, він переїхав до Франції і став гравцем «Марселя». Щоб дотриматися квоти на діючих іноземних гравців, Пантелич грав на правах оренди протягом півтора роки за клуб другого дивізіону «Парі-Нейї», який був перейменований на «Жоїнвіль» у сезоні 1970/71.
1971 року Пантелич повернувся до «Марселя» і того ж року допоміг йому виграти чемпіонат Франції, але зіграв лише 2 гри, після чого перейшов до «Бастії», де згодом став головним воротарем. З корсиканцями він дійшов до фіналу Кубка Франції в 1972 році, де програв у матчі проти свого попереднього клубу «Марсель», 1:2. Тим не менш «Бастія» отримала шанс на реванш над марсельцями у грі за Суперкубок Франції, вигравши його 5:2.
Завершив ігрову кар'єру у команді «Парі Сен-Жермен», за яку виступав протягом 1974—1977 років, після чого недовго був тренером воротарів у штабі П'єра Алонсо. Коли в 2012 році журнал France Football склав список найкращих іноземних футболістів усіх часів у французькій професійній лізі, редактори поставили Ілію Пантелича на 30-е місце і він став другим найкращим іноземним воротарем чемпіонату Франції після свого співвітчизника Івана Чурковича.
Після повернення на батьківщину в 1977 році він повернувся до Нового Саду і відтоді працював на різних посадах у структурі «Воєводини», в тому числі багато років працював директором молодіжної академії.

## Виступи за збірну
25 жовтня 1964 року дебютував в офіційних матчах у складі національної збірної Югославії у товариському матчі проти Угорщини (1:2) у Будапешті.
У складі збірної був учасником чемпіонату Європи 1968 року в Італії, де разом з командою здобув «срібло». На турнірі зіграв у всіх трьох матчах, а останню гру за збірну провів 10 червня 1968 року у фінальному матчі проти Італії (0:2).
Загалом протягом кар'єри в національній команді, яка тривала 5 років, провів у її формі 18 матчів, а також тричі захищав ворота молодіжної збірної (1964—1965) і двічі збірної Югославії «Б» (1961—1963).

## Кар'єра тренера
Пантелич був одружений з Міс Югославії 1961 року.
Помер 17 листопада 2014 року на 73-му році життя у місті Новий Сад.

## Титули і досягнення
- Чемпіон Югославії (1):

«Воєводина»: 1965/66
- Чемпіон Франції (1):

«Марсель»: 1970/71
- Володар Суперкубка Франції (1):

«Бастія»: 1972